# Grigorij Oparin
Grigorij Aleksiejewicz Oparin, ros. Григорий Алексеевич Опарин (ur. 1 lipca 1997) – rosyjski szachista, arcymistrz od 2013 roku.

## Kariera szachowa
W 2007 r. zdobył w Szybeniku srebrny medal mistrzostw Europy juniorów do 10 lat. W 2009 r. zajął II m. (za Amonem Simutowe) w kołowym turnieju w Mariańskich Łaźniach (w grupie IM–B). W 2010 r. zajął II m. (za Michaiłem Antipowem) w cyklicznym turnieju First Saturday (edycja IM-10) w Budapeszcie, natomiast w 2011 r. w kolejnym turnieju First Saturday (edycja  IM-04) ponownie zajął II miejsce (za Tobiasem Hirneisem) oraz wypełnił pierwszą normę na tytuł arcymistrza (podczas memoriału Michaiła Czigorina w Petersburgu). W 2012 r. podzielił I m. (wspólnie z Konstantinem Czernyszowem) w Mariańskich Łaźniach (w grupie GM-A1) oraz zajął III m. (za Władimirem Biełousowem i Władisławem Artiemjewem) w turnieju World's Youth Stars w Kiriszy. W 2013 r. wypełnił dwie brakujące do otrzymania tytułu normy arcymistrzowskie (w Gibraltarze i Trieście, gdzie samodzielnie zwyciężył) oraz wystąpił w reprezentacji Rosji na olimpiadzie juniorów do 16 lat, zdobywając wspólnie z drużyną srebrny medal.
W listopadzie 2021 zajął III m. nad drugim Fabiano Caruana i pierwszym Alireza Firuzdżą w turnieju FIDE Grand Swiss 2021 z wynikiem 7,5/11 pkt.
Najwyższy ranking w dotychczasowej karierze osiągnął 1 maja 2022 r., z wynikiem 2685 punktów zajmował wówczas 51. miejsce na światowej liście FIDE.